# Litaviccos
Litaviccos est un aristocrate Éduens, l'un des principaux meneurs du parti anti-romain.

## Famille
Qualifié de princeps par César, il est issu d'une très grande famille. On lui connaît plusieurs frères (dont les noms nous sont malheureusement inconnus) qui participent avec lui aux intrigues pour trahir César.

## Biographie

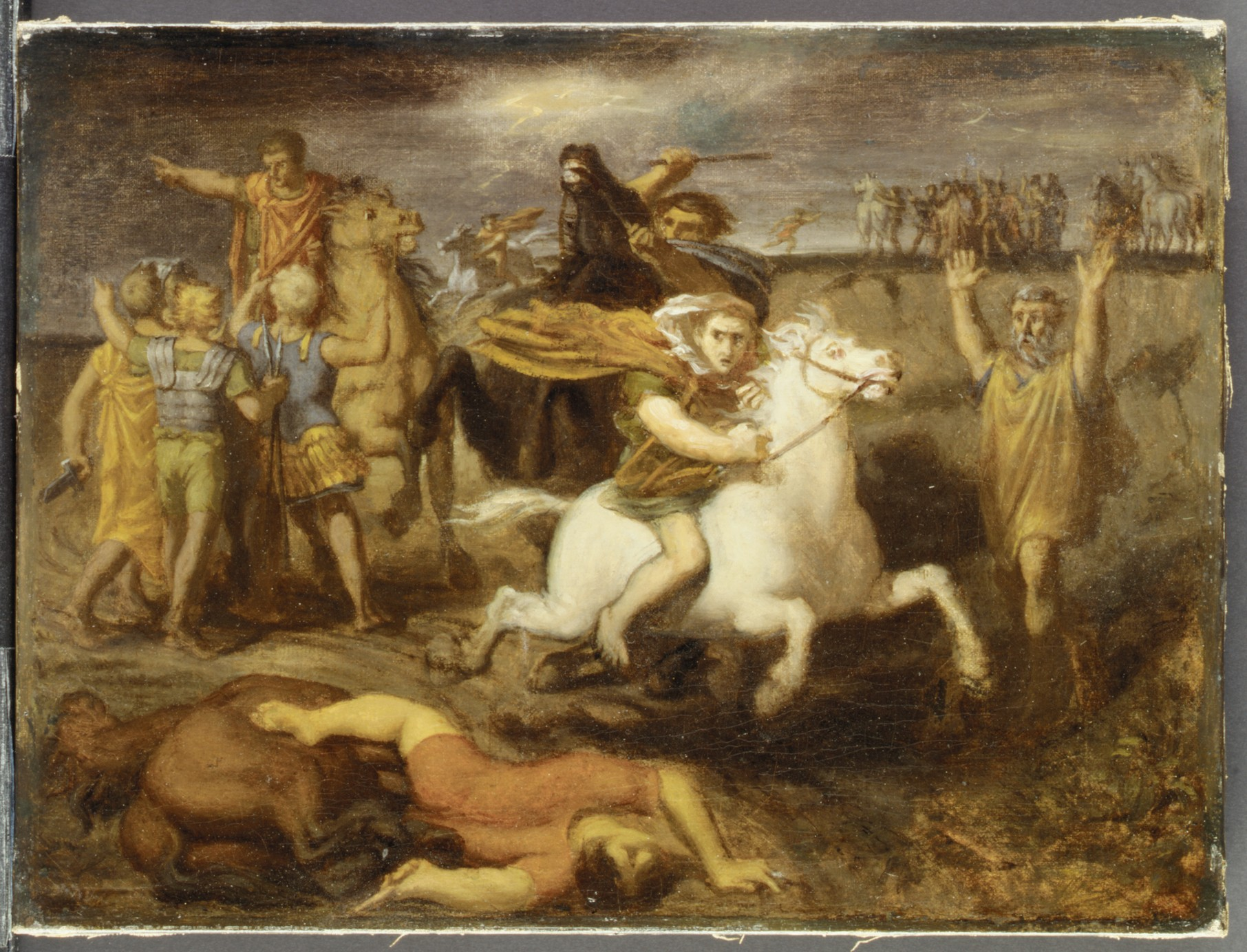
Scène des guerres gauloises: l'éduen Littavicus, trahissant la cause romaine, s'enfuit à Gergovie pour soutenir Vercingétorix
Théodore Chassériau, 1838-1840
Metropolitan Museum of Art

Alliés des Romains, les Éduens fournissent à Jules César des contingents militaires, lors de la Guerre des Gaules. Litaviccos est chargé de conduire une armée de 10 000 hommes à Gergovie, mais en cours de route, à trente mille pas du but, il change d'avis et se range dans le camp anti-romain. Le chef gaulois tente vainement d’entraîner ses guerriers, dans ce que César considère comme une trahison ; ses biens sont confisqués et ses frères arrêtés. Il entre dans la ville où se trouve Vercingétorix et prend le commandement de la cavalerie éduenne.

## Sources et bibliographie
- Stephan Fichtl, Les peuples gaulois, IIIe-Ier siècles av. J.-C. Éditions Errance, Paris, 2004,  (ISBN 2-87772-290-2)